# وينديل مورغان
وينديل مورغان (بالإنجليزية: Wendell Morgan)‏ (22 أبريل 1935 في المملكة المتحدة - ) هو لاعب كرة قدم بريطاني في مركز الهجوم. لعب مع سوانزي سيتي ونادي برينتفورد ونادي سانت إيلي تاون ونادي غيلينغهام ونادي كارلايل يونايتد ونيوبورت كونتي.